# Kings & Queens (album The Gits)
Kings & Queens – trzeci album zespołu The Gits wydany w czerwcu 1996 przez wytwórnię Broken Rekids. Materiał nagrano w 1988 w "Soundspace" w Yellow Springs (Ohio) oraz podczas koncertu w "Canal St. Tevern" w Dayton.

## Lista utworów
1. "Eleven" (M. Zapata, J. Spleen) – 4:01
2. "Cut My Skin, It Makes Me Human" (M. Zapata, J. Spleen) – 2:31
3. "A" (M. Zapata, J. Spleen) – 1:34
4. "Running" (M. Zapata, J. Spleen) – 2:44
5. "Look Right Through Me" (M. Zapata, J. Spleen) – 1:51
6. "It All Dies Anyway" (M. Zapata, J. Spleen) – 4:27
7. "Monsters" (M. Zapata, J. Spleen) – 3:01
8. "It Doesn't Matter" (M. Zapata, J. Spleen) – 3:28
9. "Snivelling Little Rat Faced Git" (M. Zapata, J. Spleen) – 1:05
10. "Still You Don't Know What It's Like" (M. Zapata, J. Spleen) – 3:46
11. "Tempt Me" (M. Zapata, J. Spleen) – 2:17
12. "Gitsrumental" (M. Zapata, J. Spleen) – 1:45
13. "Kings and Queens" (M. Zapata, J. Spleen) – 2:15
14. "Ain't Got No Right" (M. Zapata, J. Spleen) – 2:38
15. "Loose" (The Stooges) – 2:23
16. "Graveyard Blues (Live)" (S. Williams) – 3:20

## Skład
- Mia Zapata – śpiew
- Joe Spleen – gitara
- Matt Dresdner – gitara basowa
- Steve Moriarty – perkusja

gościnnie
- Chris McCullough – pianino

produkcja
- Ben London – producent
- The Gits – producent
- Chris Hertzier – inżynier dźwięku